# Марино, Джамбаттиста
Джамбатти́ста (Джанбатти́ста) Мари́но (итал. Giambattista Marino; 14 октября 1569, Неаполь — 25 марта 1625, там же) — итальянский поэт, один из крупнейших представителей поэзии барокко. Наибольшую известность ему принесла любовно-мифологическая поэма в двадцати песнях «Адонис» (L'Adone). 

## Биография

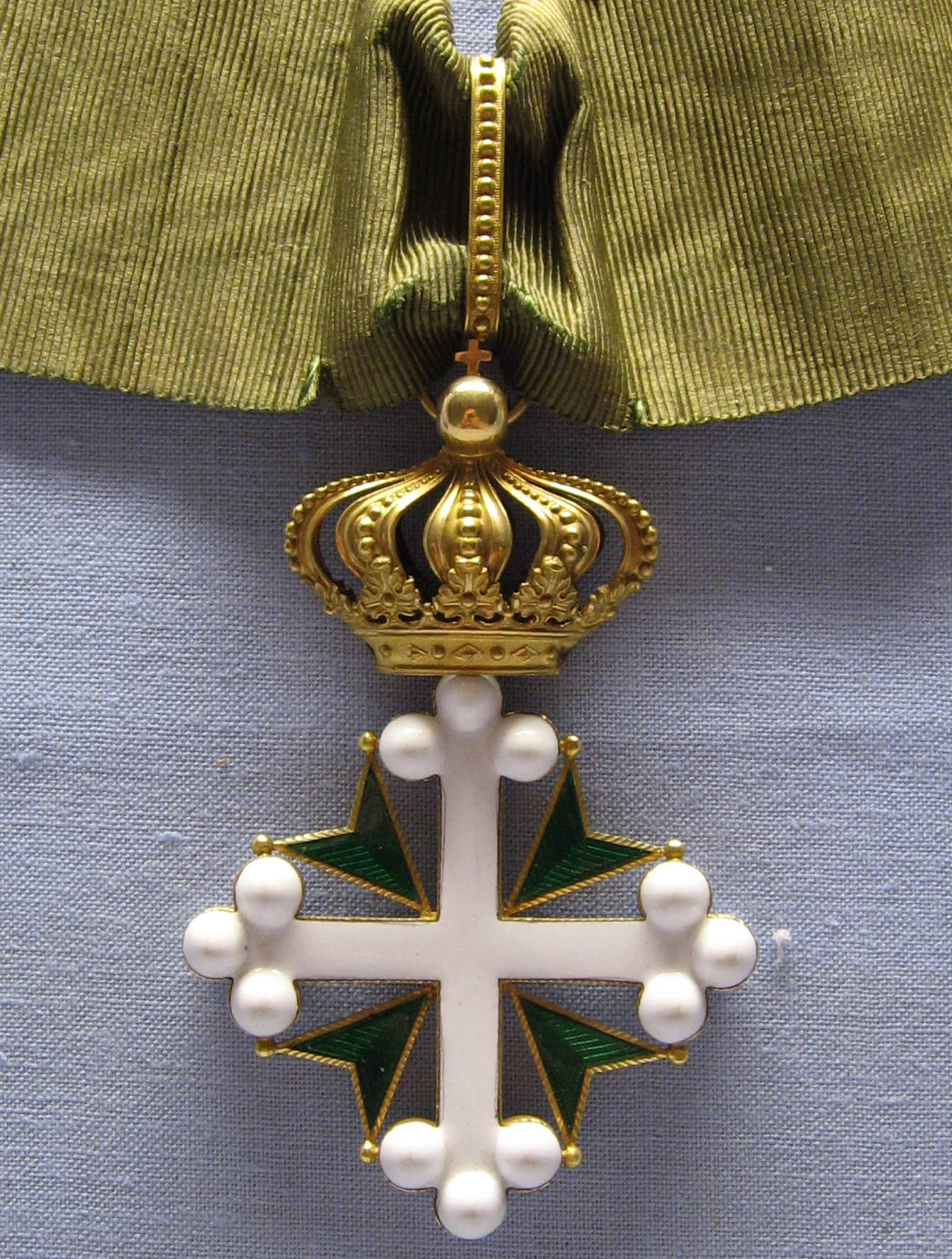
Орден Большого Креста Святых Маврикия и Лазаря

Не желая идти по стопам отца и изучать право, Марино «нередко перепродавал те книги по юриспруденции, что давал ему отец, и на вырученные деньги покупал сборники стихов», в результате чего в конце концов был изгнан из дома. Служил у знатных неаполитанцев. Восхождение Марино к славе было омрачено тюремным заключением (его возлюбленная умерла в результате аборта); еще большими неприятностями грозило ему второе заточение (спасая приятеля, Марино подделал архиепископскую грамоту). В результате начинающему поэту пришлось покинуть Неаполь и перебраться в Рим, где он нашёл себе покровителя в лице кардинала Пьетро Альдобрандини. В свите кардинала побывал в Равенне, затем в Турине. В 1602—1603 годах жил в Венеции. Завоевав расположение герцога Савойи Карла Эммануила, был удостоен в 1609 году ордена Большого креста Святых Маврикия и Лазаря; с тех пор именовался кавалер Марино.
В 1609 году на жизнь Марино покушался его соперник при савойском дворе, поэт Гаспаре Муртола; резкая полемика двух поэтов отразилась в цикле Марино «Муртолеида» (Murtoleide, 1619), включающем в себя 81 сатирический сонет. До 1615 года служил при савойском дворе, однако, безосновательно обвинённый в клевете на герцога, вновь оказался в тюрьме. В 1615 году прибыл во Францию по приглашению Марии Медичи; возможно, посещал салон госпожи Рамбуйе, общался с Вуатюром, Гезом де Бальзаком, дю Бартасом. Людовик XIII назначил ему жалованье в размере 2000 экю, что позволило поэту приобрести себе виллу в Позилиппо, а также коллекционировать живопись. В 1623 году вернулся в родной Неаполь.
На протяжении многих лет Джамбаттиста Марино связывала многолетняя дружба с Клавдио Акиллини, который также пробовал свои силы в поэзии, и, по мнению ряда критиков, стихи последнего являли собой подражание Марино.

## Творчество

### Лирика

Тициан. Кающаяся Мария Магдалина. Около 1565. Эрмитаж. Одна из картин, описанных Марино в «Галерее»

Марино сочинял стихи с юных лет. Первый поэтический сборник (Rime) вышел в 1602 г. Наиболее известны его сборники «Лира» (La Lira, 1608—1614) и «Цевница» (La Sampogna, 1620). К образцам придворной поэзии следует отнести сборник «Эпиталамы» (Epitalami, 1616). Отвечающий вкусу маньеризма и навеянный увлечением Марино — собирателя живописи, сборник «Галерея» (La Galleria, 1619) включает в себя образцы экфрасиса, описаний реальных (в числе их авторов — Тициан, Микеланджело, Рафаэль, Пармиджанино, Гвидо Рени) и вымышленных живописных полотен и скульптур. Сам Марино особенно высоко ценил свою выдержанную в духе сакрального барокко поэму «Избиение младенцев» (La Strage degli innocenti, написана около 1605 г., опубликована посмертно в 1632 г.;  была переведена на русский язык Я. Б. Княжниным (1779), затем И. Восленским (1811)). В подражание Франческо Берни Марино написал терцинами ряд сатирических стихотворений (капитоли), в том числе «О сапоге» (Dello stivale). Под явным влиянием Тассо он начал работать над двумя героическими поэмами: «Разрушенный Иерусалим» (Gerusalemme distrutta, опубл. в 1626) и «Освобождённый Антверпен» (L’Anverse liberata, опубл. в 1956), однако не довёл их до конца.
Для поэзии Марино, отдававшего предпочтение жанрам мадригала и канцоны (реже он сочинял сонеты, а в «Галерее» активно прибегал к эпиграмме), характерны изощрённость стиля, обилие неожиданных метафор и кончетти, сочетание метрических и ритмических экспериментов с прочной укоренённостью в поэтической традиции. Все эти особенности были взяты на вооружение итальянскими поэтами XVII века, которых принято именовать маринистами.

### Проза

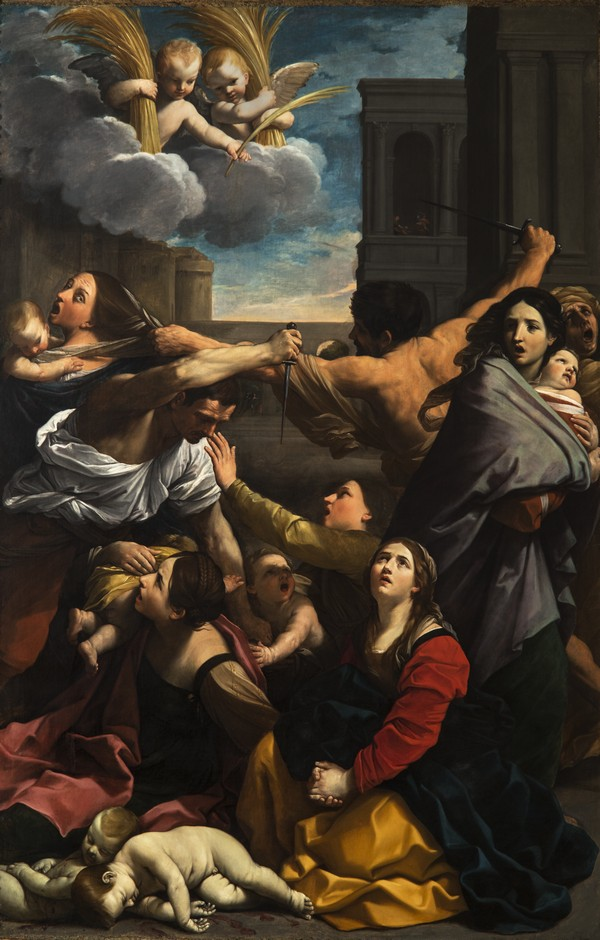
Гвидо Рени. Избиение младенцев.1611. Болонья, Пинакотека. Одна из картин, описанных Марино в «Галерее»

Среди прозаических сочинений Марино: насыщенный изысканной риторикой барокко цикл «Священные проповеди» (Dicerie sacre, 1614 г.); чрезвычайно диверсифицированный в стилистическом отношении эпистолярий, включающий как бурлескные послания («К папаше Носу», Al padre Naso), так и иронический отчёт о парижских нравах, и весьма практичные увещевания «сильных мира сего»; и, наконец, мрачное письмо из заточения, напоминающее аналогичные сочинения Якопоне да Тоди и Кампанеллы.

### Поэма «Адонис»

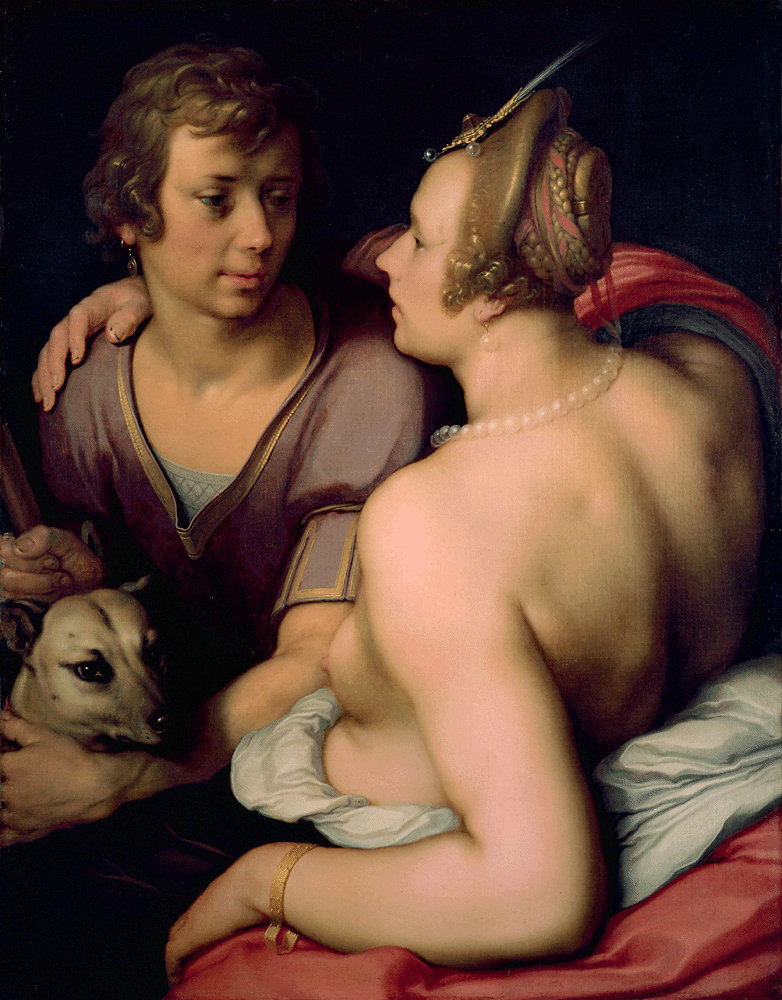
Корнелис ван Харлем. Венера и Адонис. 1562. Кан, Музей изобразительных искусств

Наиболее значительным произведением Марино является пространная любовно-мифологическая поэма в двадцати песнях«Адонис» (L’Adone, начата в конце XVI века, завершена около 1620, опубликована в 1632 г. в Париже при поддержке Людовика XIII). Поэма задумывалась как соревнование с поэмой Тассо «Освобождённый Иерусалим» и — в меньшей степени — с «Неистовым Орландо» Ариосто. Как и указанные произведения, «Адонис» написан октавой, но по своему характеру она сильно отличается от великих образцов. Поэма включает в себя, наряду с мифологическими эпизодами (связанными, в первую очередь, с любовью Адониса и Венеры), настоящую энциклопедию начала Сеиченто: в «Адонисе» так или иначе отражены и новейшие естественнонаучные достижения, и географические открытия, и актуальные политические события, и обширная литературная традиция (от Овидия и Апулея до Петрарки, Боккаччо и Франческо Колонна), в том числе пасторальная и эпическая. Как показали современные исследования, величественное здание «Адониса» выстроено по законам не только барочной, но и ренессансной архитектоники; в частности, в структуру поэмы заложен принцип золотого сечения. В то же время в поэме заметно влияние идей позднеренессансной натурфилософии, воззрений знаменитого вольнодумца Лучилио Ванини, а также «натуральной магии» Джакомо Делла Порта. Марино вставил в поэму большую вставную новеллу, назвав её «Новеллетта» — это поэтическая версия популярного в искусстве Ренессанса мифа об Амуре и Психее.

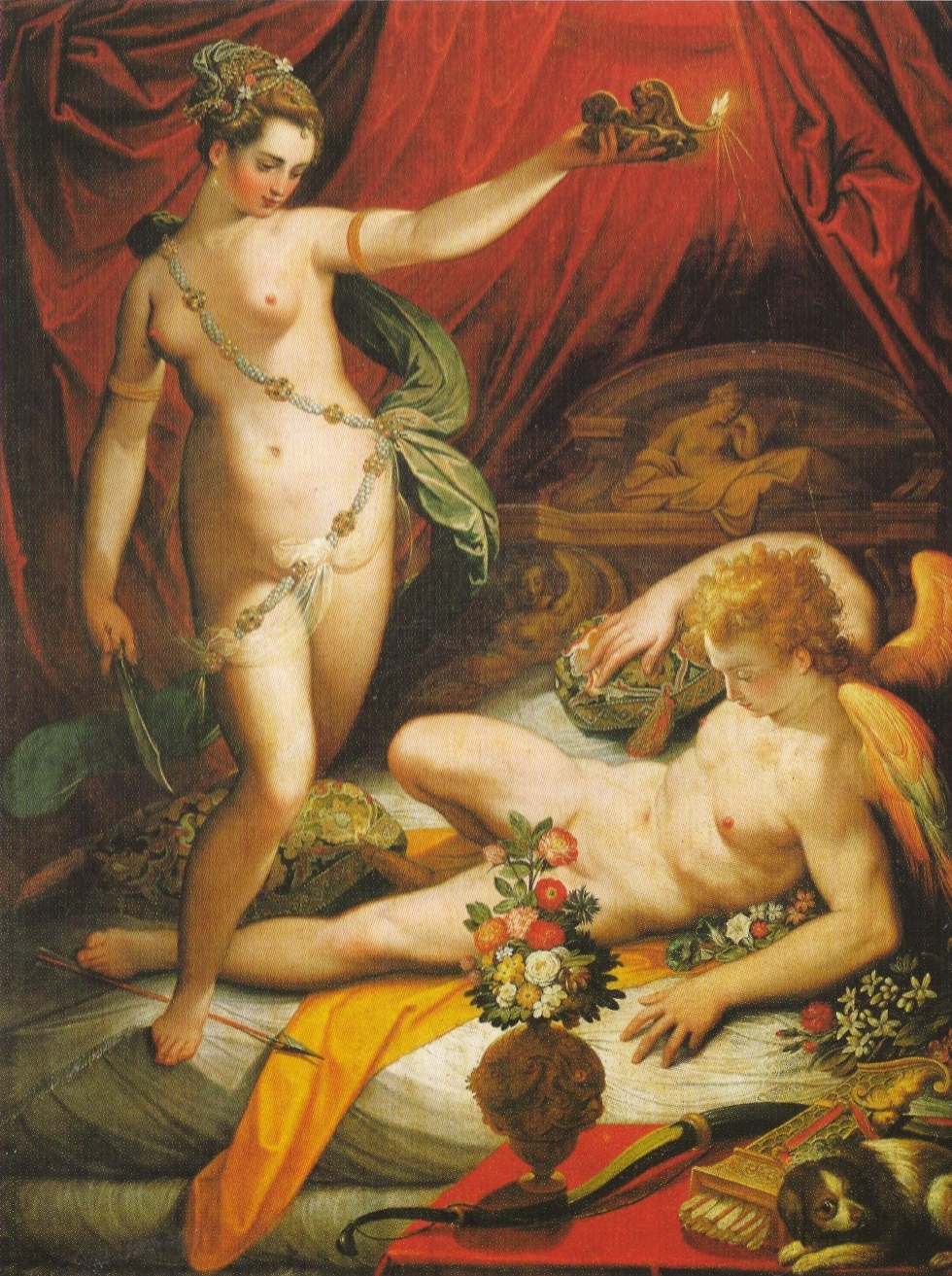
Якопо Дзукки. Амур и Психея. Ок. 1541. Рим, Галерея Боргезе

## Сочинения
- Текст поэмы «Адонис»  (итал.)
- Подборка мадригалов Марино  (итал.)
- [стихотворения; «Адонис» (фрагменты)] / пер. Е. Солоновича // Европейская поэзия XVII века. М., 1977. С. 456—472. (Серия «БВЛ»).
- [стихотворения; «Адонис» (фрагменты)] / пер. О. Б. Румера, М. В. Талова, Б. И. Ярхо // Хрестоматия по западно-европейской литературе XVII века / сост. Б. И. Пуришев. 3-е изд., испр. М., 2002. С. 22—35.

## Литература

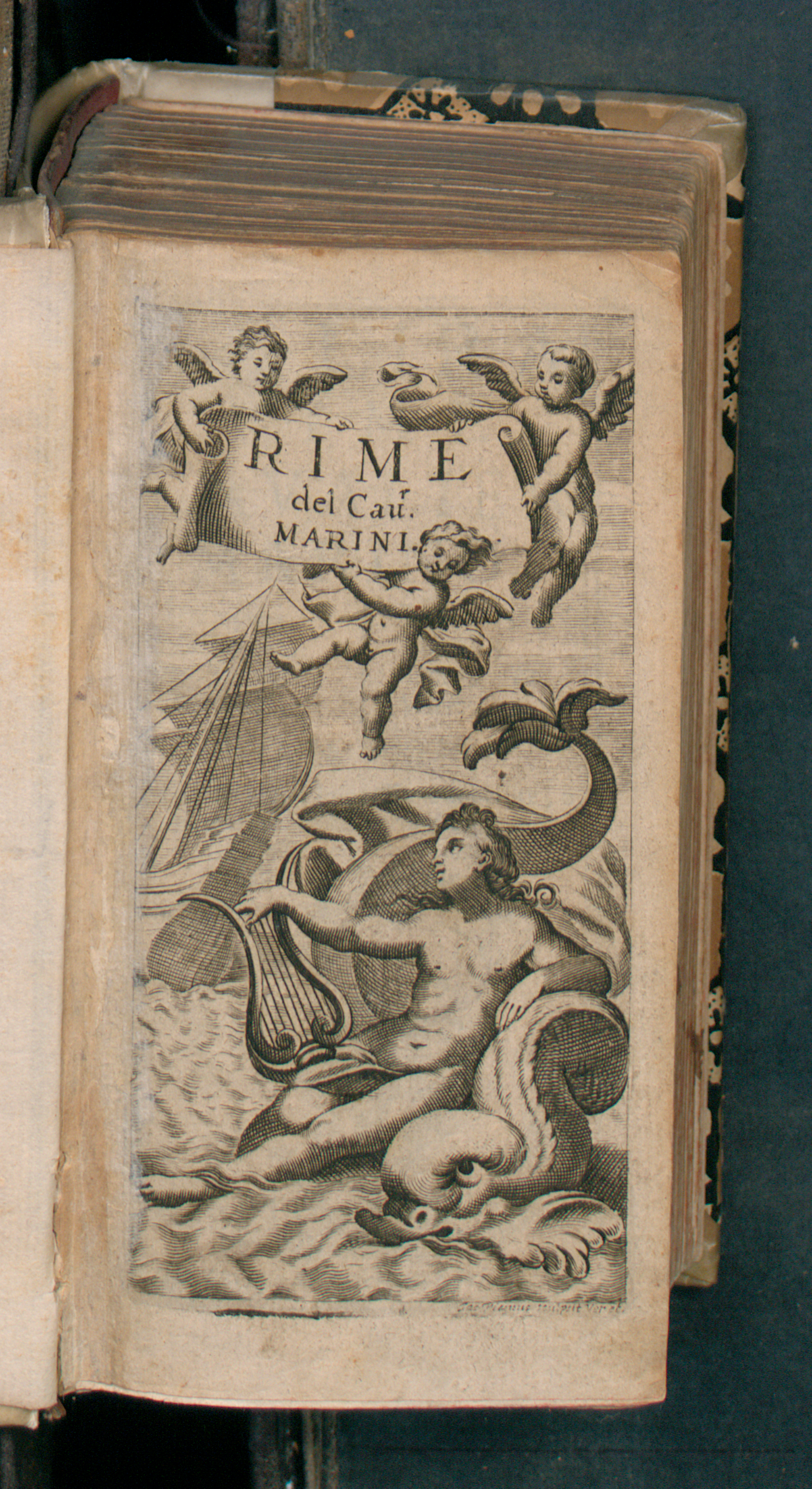
Lira, 1674